# Adâncata (Ialomița)
Adâncata est une commune du județ de Ialomița en Roumanie.